# 676 Мелітта
676 Мелітта (676 Melitta) — астероїд головного поясу, відкритий 16 січня 1909 року.
Тіссеранів параметр щодо Юпітера — 3,183.